# 加藤豊三郎
加藤 豊三郎（旧字体：加藤 豐三郎、かとう とよさぶろう、1871年7月22日〈明治4年6月5日〉 - 没年不明）は、大日本帝国陸軍軍人。最終階級は陸軍少将。功三級。

## 経歴・人物
福井県出身。1893年（明治26年）陸軍士官学校第4期卒業。1901年（明治34年）陸軍大学校第15期卒業。
1912年（明治45年）3月に佐賀連隊区司令官、1913年（大正2年）8月に陸軍歩兵大佐・歩兵第56連隊長、1916年（大正5年）4月に歩兵第74連隊長、1917年（大正6年）10月に陸軍少将・歩兵第17旅団長を経て、1919年（大正8年）7月に待命、同年11月に予備役に編入した。
1947年（昭和22年）11月28日、公職追放仮指定を受けた。

## 栄典
位階
- 1894年（明治27年）5月1日 - 正八位[5]

勲章等
- 1940年（昭和15年）8月15日 - 紀元二千六百年祝典記念章[6]